# 마로시 셰프초비치

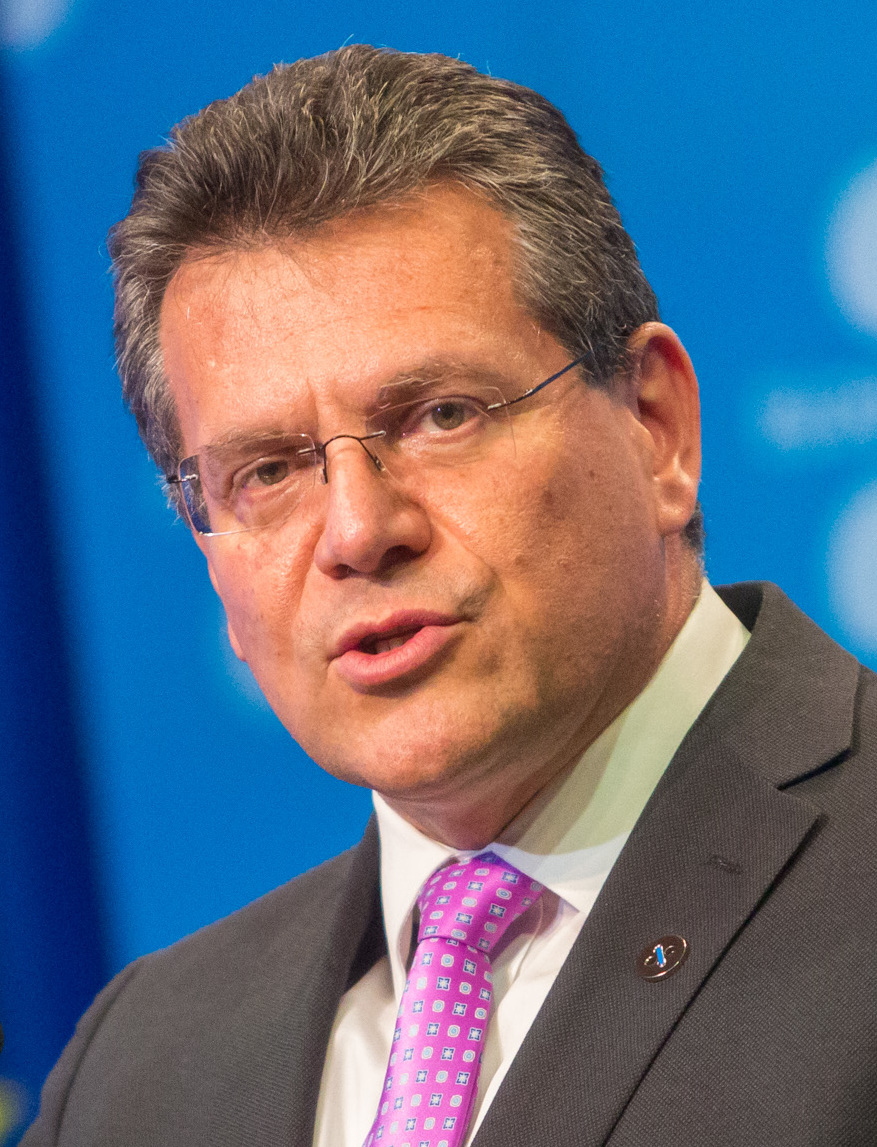
마로시 셰프초비치

마로시 셰프초비치(슬로바키아어: Maroš Šefčovič, 1966년 7월 24일 ~ )는 슬로바키아의 외교관, 정치인이다. 소속 정당은 방향-사회민주주의이다.
브라티슬라바 출신으로, 1984년에 브라티슬라바 경제대학교에 입학했다가 1985년부터 1990년까지 러시아 국립 모스크바 국제 관계 대학교에 재학했다. 1987년에 체코슬로바키아 공산당 후보당원이 된 이후에 마르크스-레닌주의에 관한 지식을 배웠고, 1989년 6월 1일에는 체코슬로바키아 공산당의 정식 당원이 되었다.
1999년부터 2002년까지 이스라엘 주재 슬로바키아 대사로 근무했고, 2000년에는 브라티슬라바 코메니우스 대학교에서 《유럽 연합법의 근원과 입법 절차》에 관한 논문을 통해 국제법 박사 학위를 받았다. 2004년부터 2009년까지 유럽 연합 주재 슬로바키아 대표를 역임했다. 2019년 슬로바키아 대통령 선거에서 방향-사회민주주의 후보로 출마했으나 주자나 차푸토바에 밀려 낙선했다.
2009년 이래 유럽 연합 집행위원회 소속이며, 2009년부터 2010년까지 교육연수문화청년집행위원장, 2010년부터 2014년까지 기관관계경영집행부위원장을 역임한 바 있으며, 현재는 자원통합집행부위원장이다. 2019년 기관관계예견집행부위원장으로 지명되었다.

## 역대 선거 결과
| 선거명      | 직책명              | 대수 | 정당   | 1차 득표율 | 1차 득표수 | 2차 득표율 | 2차 득표수 | 결과 | 당락 |
| ----------- | ------------------- | ---- | ------ | ---------- | ---------- | ---------- | ---------- | ---- | ---- |
| 2019년 선거 | 슬로바키아의 대통령 | 5대  | 무소속 | 18.66%     | 400,379표  | 41.59%     | 752,403표  | 2위  | 낙선 |